# 平潮站
平潮站是南通轨道交通1号线的地铁车站，位于中华人民共和国江苏省南通市通州区平潮镇港平路与润通路交叉口，为1号线北端终点站，亦是南通轨道交通最北及最西端车站，于2022年11月10日开通。

## 车站结构
平潮沿港平路设置，大致呈东西走向，为地下二层岛式站台车站。车站地下一层为站厅层，地下二层为站台层。车站西侧设置两条出入段线连通平东车辆段，东侧设置一条单渡线。
| 地面              | 出入口 | 1-2、5出入口                                                                              |
| 地下一层          | 站厅   | 客服中心、自动售票机、验票机                                                              |
| 地下二层          | 站台层 | \| \| \| 1号线落客 \| \| 島式 · 開左邊车门 \| \| \| \| \| \| 1号线往振兴路（南通西站） \| |
|                   |        | 1号线落客                                                                                 |
| 島式 · 開左邊车门 |        |                                                                                           |
|                   |        | 1号线往振兴路（南通西站）                                                                 |

## 车站出口
平潮站共设5个出口，其中2个出入口暂未启用，各出口及周围设施如下所示：
| 编号                | 周边信息                                                   | 照片 | 无障碍设施 |
| ------------------- | ---------------------------------------------------------- | ---- | ---------- |
| 1 · 出口 · （设有） | 港平路，锦绣豪庭，平东车辆段                               |      |            |
| 2 · 出口            | 港平路，润通路                                             |      | 不適用     |
| 3 · 出口            | 润通路，港平路（暂未启用）                                 |      | 不適用     |
| 4 · 出口 · （设有） | 润通路，港平路（暂未启用）                                 |      |            |
| 5 · 出口            | 港平路，腾通路，东景花苑，永和东苑，宜和花园，平潮税务分局 |      | 不適用     |
| 图例： 设有         |                                                            |      |            |

## 接驳交通

### 公交车
- 平潮地铁站：10路、57路

## 车站历史
1号线初期规划未设计本站，后为便于南通西站地铁与国铁车站换乘，1号线引入南通西站的方式由平行引入改变为垂直引入，但由此导致出入段线不能接入车辆段、线路起点折返能力不足的问题，后1号线优化设计方案，调整了车辆段位置并增设本站。
- 2020年12月16日，车站主体及附属结构完工[2]。
- 2022年11月10日，随1号线一期工程通车一同开通[1]。